# 기자의 피라미드
기자의 피라미드군(Giza pyramid complex)는 이집트 기자 평원에 자리한 피라미드군이다. 기자의 대피라미드, 카프레의 피라미드, 멘카우레의 피라미드의 3대 피라미드를 비롯하여 그에 딸린 소규모 피라미드와 기자의 대스핑크스를 아우르는 명칭이다. 고대 이집트의 고왕국 제4왕조 대에 지어졌으며, 피라미드군 외에도 여러 묘지와 노동자 숙소 유적도 남아 있다.
기자 시 나일강변에서 약 9km 떨어진 서부 사막지대 끝자락에 자리해 있으며, 이집트의 수도 카이로에서는 남서쪽으로 13km 떨어진 위치에 있다. 대피라미드와 카프레 피라미드는 고대 이집트 시대에 지어진 피라미드 중에서 가장 큰 규모로, 그 장대하고 인상적인 외관 덕에 예로부터 서양에서는 이집트 하면 흔히 떠올리는 상징물이 되었다. 이는 헬레니즘 시대의 시돈이 세계 7대 불가사의 중 하나로 기자의 대피라미드를 포함시키면서부터의 벌어진 일이다. 고대 세계의 불가사의 중에서도 그 건설 연대가 제일 오래되었고, 오늘날까지도 현존하는 유일한 불가사의이기도 하다.

## 구성

기자의 피라미드군 지도

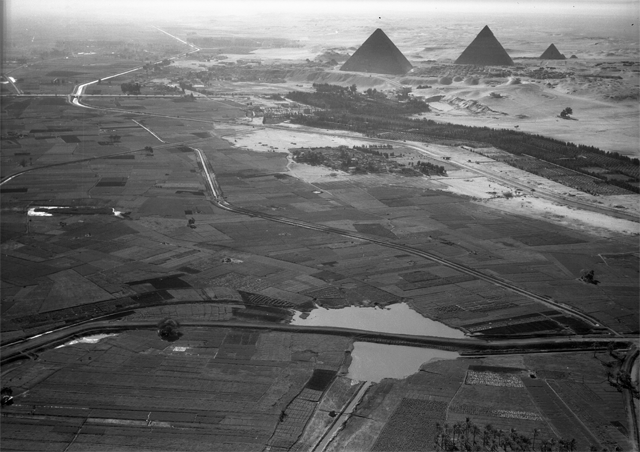
북쪽에서 바라본 나일강 계곡 경작지대와 피라미드군

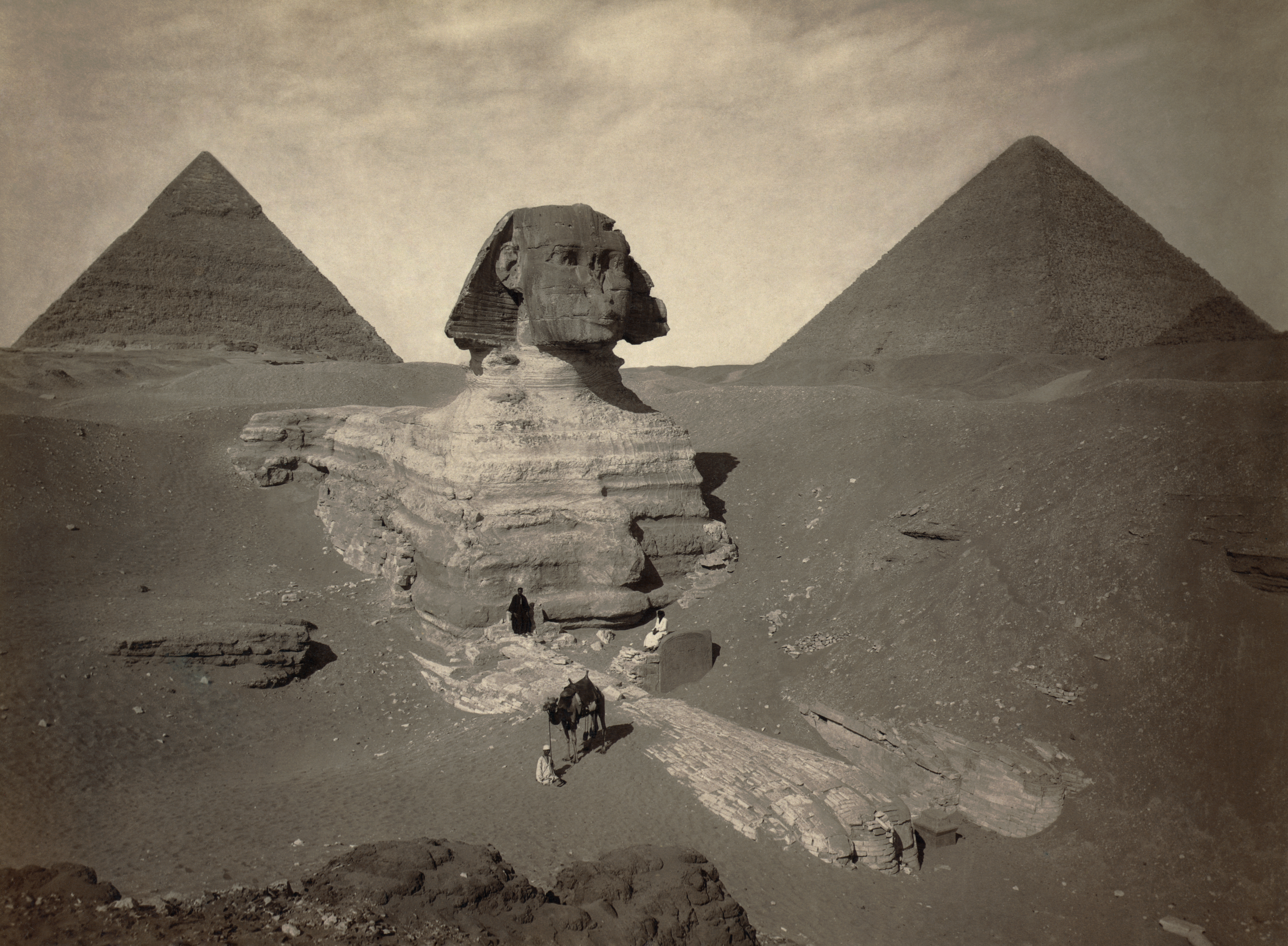
발굴 작업 중에 있는 기자의 대스핑크스. 1867~1899년 사이에 촬영된 것으로 추정.

기자의 피라미드군은 3대 피라미드와 그 부속 건축물로 구성된다. 먼저 기자의 대피라미드는 쿠푸의 대피라미드라고도 불리며, 기원전 2580~2560년경에 건설되었다. 그로부터 남서쪽으로 몇백 미터 떨어진 지점에는 카프레의 피라미드라는 중간 크기의 피라미드가 들어서 있으며, 그로부터 다시 남서쪽으로 몇백 미터 가면 3대 피라미드 중에서 가장 작은 크기의 멘카우레의 피라미드가 자리잡고 있다. 즉 이들 3대 피라미드는 남서축으로 동일선상에 일정한 간격을 두고 세워져 있다.
대표적인 석상인 기자의 대스핑크스는 피라미드군 동쪽에 위치해 있는데, 이집트학계에서는 이 석상이 카프레의 얼굴을 본떴다는 것이 정설로 받아들여지고 있다. 이밖에도 여러 개의 소규모 부속 건물이 있는데 이른바 '여왕의 피라미드'라 불리는 위성 피라미드군, 둑길, 계곡 피라미드를 꼽을 수 있다.

### 쿠푸의 피라미드
쿠푸왕의 피라미드로 불리는 대피라미드는 최대 높이 146.6m (현재 높이 138.8m), 밑변 길이 약 230m로 3대 피라미드 중에서 가장 크다. 이 자리에 대피라미드가 들어서게 된 이유는 기자 평원이 암반으로 되어 있어 안정된 지반을 자랑하고, 건설 자재였던 석회석을 인근 채굴장에서 쉽게 조달할 수 있어 건설에 유리했던 점이 꼽힌다. 대피라미드는 겉에 돌을 쌓아올린 모습이 대부분이지만, 건축 당시에는 화장석으로 겉을 마감하여 매끄럽게 되어 있었다. 이후 풍화와 인위적 훼손으로 인해 표면이 벗겨져서 지금의 상태가 되었다. 마감 뿐만 아니라 기단부에도 아직도 소수의 포장석이 남아 있으며, 근처 지역에서 채취한 백색의 고운 석회암으로 만들어졌다.
대피라미드 내부로 들어가는 입구가 존재하며, 큰 회랑을 거쳐 피라미드 중심부에 자리한 '왕의 방'까지 들어가볼 수 있다. 하지만 원래 있던 입구는 현재 폐쇄된 상태이며, 9세기경 아바스 왕조의 칼리프인 알마으문이 남쪽 방면에서 뚫은 도굴 구멍을 통해 내부로 접근한다. 이곳으로 입장할 수 있는 관람객 수 역시 하루에 300명으로 제한되어 있다. 피라미드 내부는 매우 정교하게 만들어져 있으며, 왕의 방 외에도 회랑에서 수평 통로를 통해 이어지는 '왕비의 방'이나 피라미드 지하부에 있는 '지하실' 등의 공간이 존재한다. 또 왕의 방 바로 위쪽에는 피라미드의 중량을 분산시키기 위한 공간도 존재한다.
쿠푸의 피라미드 유적군에는 대피라미드 외에도 계곡 사원 유적이 존재하는데, 지금은 나즐렛엘삼만 (Nazlet el-Samman) 마을 지하에 파묻혀 있다. 이곳에서 휘록암 바닥재나 화폐석회암 벽재 파편이 발견되었으나 사원 터 자체가 발굴된 적은 없다. 계곡 사원은 둑길과 연결되어 있었지만 마을이 들어서는 과정에서 크게 훼손되었다. 둑길 한쪽 끝에는 쿠푸왕의 장제전 (Mortuary temple)이 자리잡고 있다. 이 장제전에서 유일하게 남아 있는 유적은 화강암 보도 뿐이다. 장제전을 넘어서면 바로 쿠푸의 대피라미드와 이어진다.
대피라미드 한켠에는 여왕의 피라미드 3기가 남북 방향으로 나란히 늘어서 있으며, 동쪽에는 귀족의 무덤으로 추정되는 마스타바군이 늘어서 있다. 왕을 장사지낼 때 '태양의 배'가 묻혔던 갱 5곳도 남아 있다.:11–19 이 다섯 곳 중 피라미드 남쪽에 위치한 두 갱에서는 발굴 당시 배들이 온전한 상태로 남아 있었다. 이 중 한 척은 복원 과정을 거쳐 전용 공간을 두고 전시중이다.

### 카프레의 피라미드군
카프레의 피라미드 유적군은 왕의 피라미드와 계곡사원, 스핑크스 사원, 둑길, 장제전 등의 부속건물로 구성된다. 기원전 2570년경에 완공된 왕의 피라미드는 인접한 쿠푸의 대피라미드보다 크기와 규모가 모두 작지만 부지의 고도가 높은 탓에 더 커보이고 경사도 가팔라 보인다. 피라미드 꼭지 부분에 마감재가 일부 남아 있는 것으로도 유명하다. 계곡 사원 내에는 한때 카프레의 석상이 여러 점 놓여 있었다. 이들 중 몇 점은 지난 1860년 마리에트의 조사에서 사원 바닥에 묻혀 양호한 상태로 발굴되기도 했다. 나머지 석상들은 시글린, 융커, 라이스너, 하산 등 여러 고고학자들의 발굴로 차례차례 발굴되었다. 계곡 사원 외에도 다섯 척의 배가 묻혀있던 선박갱과 세르답이 딸린 부속 피라미드도 아우른다.:19–26
카프레의 피라미드군에 위치한 대스핑크스는 카프레 왕 치세에 세워져 오늘날까지 전해지는 석조물이다. 본래 신왕조 대에 아멘호텝 2세가 하우론-하레마켓 (Hauron-Haremakhet)을 기리는 사원을 봉헌한 뒤 후대의 왕이 스핑크스상을 덧붙여 세운 것으로 보인다.:39–40

### 멘카우레의 피라미드군
멘카우레의 피라미드 유적군은 왕의 피라미드와 계곡사원, 둑길, 장제전 등의 부속건물로 구성된다. 왕의 피라미드는 기원전 2150년 경에 완공되었으며, 여왕의 피라미드 세 군도 나란히 세워졌다.:26–35 계곡 사원 내에는 한때 멘카우레 석상이 여러 점 놓여 있었다. 제5왕조 시기에는 안타형 사원이 계곡 사원에 추가로 들어서기도 했다. 장제전에도 멘카우레 석상을 여럿 두었다. 하지만 이들 네 유적 가운데 오늘날까지 남아있는 것은 왕의 피라미드가 유일하며, 그마저도 석회암 외부마감재는 허물어지고 없는 상태다.

### 켄트카우스 1세의 무덤
제4왕조의 왕족이었던 켄트카우스 1세는 기자에 장사지냈으며, 무덤은 멘카우레 계곡사원 인근의 중앙 평원에 위치해 있는데, 'LG 100'이나 'G 8400'이라고도 부른다. 켄트카우스 피라미드 유적군으로는 피라미드와 선박갱, 계곡신전, 사제들이 살던 피라미드 마을로 구성되어 있다.:288–289

## 건설
역사적으로 유례없는 건축물인 만큼 그 건설공법에 대해서도 많은 설이 있는데, 대다수의 설은 거대한 석재를 채석장에서 가져와 알맞은 위치에 끌어올려다 놓았다는 생각에서 기인한다. 반면 그런 거대한 석재를 도대체 어떤 방법으로 옮겨다 놓은 건지, 그 공법이 어떻게 가능했던 건지에 대한 의문을 중점으로 반론이 제기되고 있다.
피라미드 건설 과정에서 고대 이집트의 건축가들은 시간을 거치며 나름의 기술을 발달시킨 것으로 보인다. 건설 부지도 비교적 평평한, 그것도 모래 없는 암반 지대로 골라 안정된 기반이 되도록 하였다. 지을 자리를 꼼꼼히 조사한 뒤 첫번째 층을 깔고 나면 그 위에 한층 한층씩 위로 쌓아올려 피라미드를 완성한 것이다.
기자의 대피라미드는 그 내부 석재가 건설현장 바로 남쪽의 채석장에서 채취해 온 것으로 보인다. 건설 당시 존재했던 매끄러운 외부 마감석은 나일강 인근 채석장에서 가져온 고급 백색 석회암을 썼다. 이 석재를 세심하게 절단한 뒤 나일강의 거룻배에 실어 기자로 운반하고, 경사로를 거쳐 건설현장까지 끌어 가져온 것이다. 오늘날에는 대피라미드 바닥 쪽에만 조금 남아 있는데, 이는 5세기경부터 중세를 거치며 인근 주민들이 카이로 시를 지을 때 피라미드에 남은 돌을 갖다 썼기 때문으로 추정된다.
피라미드의 대칭성을 확보하기 위해 외부의 마감석은 그 너비와 높이가 동일해야 했다. 노동자들은 모든 석재에 피라미드 벽의 각도를 나타내는 표시를 해두고, 외부면을 손질하여 각각의 돌이 잘 들어맞도록 한 것으로 보인다. 건설 당시 외부에 노출되는 석재는 부드러운 석회암으로, 시간이 지나면서 자연스레 침식되었다.

### 건설 목적
기자의 피라미드군은 고대 이집트를 지배했던 파라오가 사망하면 그 시신을 안치하기 위해 지어진 것으로 본다. 고대 이집트에서는 파라오의 영혼이 육신을 빠져나가도 그 일부에 해당하는 '카'는 남겨놓고 간다고 믿었다. 따라서 "선왕이 저승의 왕으로서 새 의무를 다하기 위해"서는 시신을 정해진 예법에 따라 장사지내는 과정이 꼭 필요했다. 피라미드가 단순히 파라오의 무덤으로만 쓰이지 않았다는 설도 있다. 왕의 유해 뿐만 아니라 저승에서 쓸 여러 수장품을 함께 보관하고, 도굴되지 않기 위한 단단한 수장고로 만들었다는 것이다. 고대 이집트 사람들은 이승에서의 죽음이 다음 세계로 떠나는 여정의 시작이라 생각했다. 파라오의 시신을 미라화하여 지하나 피라미드 내에 안치하면 내세로 갈 몸으로 바뀌어 승천하게끔 만들어 준 것이다.

### 천문학

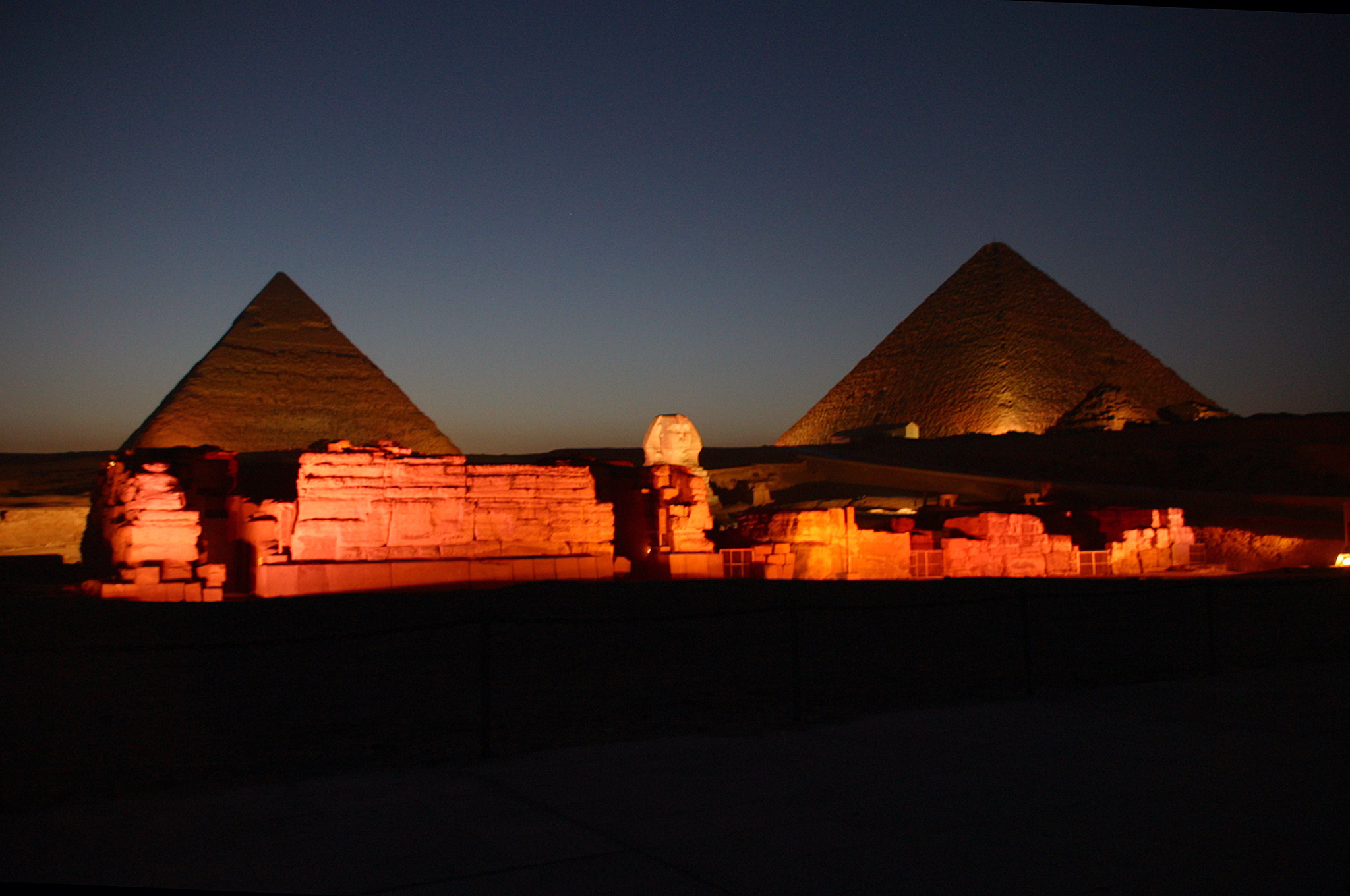
기자의 피라미드의 야경

기자의 피라미드군의 세 피라미드는 북동-남서 방면의 각선 대칭으로 맞춰져 있으며 그 각의 오차는 근소하다. 이렇게 의도적으로 명확하게 배치한 점을 규명하려는 시도 가운데 최근에는 하크, 노이게바우어, 스펜스, 롤린스, 피커링, 벨몬트 등의 설이 주목받고 있다. 특히 오리온자리의 세 별의 배치를 따라서 배열한 것이라는 설이 유명한데 다소 논란 중에 있다.

## 같이 보기
- 기자의 대피라미드
- 카프레의 피라미드
- 멘카우레의 피라미드
- 기자의 대스핑크스

## 참고 문헌
- 기자, 가상 투어의 피라미드